# Дюмон, Франсуа (живописец)
Франсуа́ Дюмо́н (фр. François Dumont; 7 января 1751, Люневиль, Лотарингия — 27 августа 1831, Париж) — французский живописец, известный как Дюмон-старший (Dumont aîné), мастер миниатюры. Придворный портретист королей Людовика XVI, Людовика XVIII, Карла X и королевы Марии-Антуанетты. Один из основателей большой семьи потомственных французских художников.

## Жизнь и творчество
Франсуа Дюмон был родом из Лотарингии. В семнадцатилетнем возрасте остался сиротой, имея на содержании пять братьев и сестёр. Первые навыки в области рисунка и живописи Франсуа получил в своём родном городе у скульптора Матиса и в Нанси у Жана Жирарде. Затем он отправился в Париж в поисках работы, но особых успехов не достиг.
В 1784 году он уехал в Италию, в Рим, и после четырёх лет тщательного обучения в 1788 году был принят в академики Королевской академии живописи и скульптуры в Париже, и получил квартиру в Лувре. В 1789 году он женился на Мари-Николь Вестье, дочери живописца-миниатюриста Антуана Вестье, и имел двух сыновей, Аристида и Биаса, оба из которых стали художниками.
Франсуа Дюмон сравнительно быстро добился успеха в качестве придворного художника в жанре портретной миниатюры. Он писал портреты Людовика XVI, Марии Антуанетты, Людовика XVIII и Карла X, а также почти всех важных персон своего времени. Его собственный портрет был награвирован дважды Франсисом Одуэном и Жаном-Шарлем Тардьё.
В годы революции, в сентябре 1793 года он был арестован как соучастник монархического режима, позднее выпущен на свободу.
В период с 1789 и по 1832 год Франсуа Дюмон регулярно выставлял свои произведения в Парижском салоне. Он прожил большую часть своей жизни в Париже, где и скончался 27 августа 1831 года. Его младший брат, Тони Дюмон, также был его учеником, художником-миниатюристом, частым участником выставок и обладателем медали Академии в 1810 году.
Каждый художник подписывал свои произведения только фамилией, поэтому существуют разногласия относительно атрибуции каждому художнику его собственных работ.
Несмотря на то, что Франсуа Дюмон, по-видимому, не занимался преподавательской деятельностью, художники-миниатюристы Тони Дюмон и Луи Александр были известны как его ученики.
Многие из лучших произведений Франсуа Дюмона вошли в коллекцию Дж. П. Моргана, другие находятся в графическом отделе Лувра, подаренные наследником Биаса Дюмона. Творчество обоих художников отличается тонкой техникой и изысканностью цветового решения, а незаконченные работы старшего брата «входят в число самых красивых миниатюр, когда-либо созданных во Франции».

## Галерея

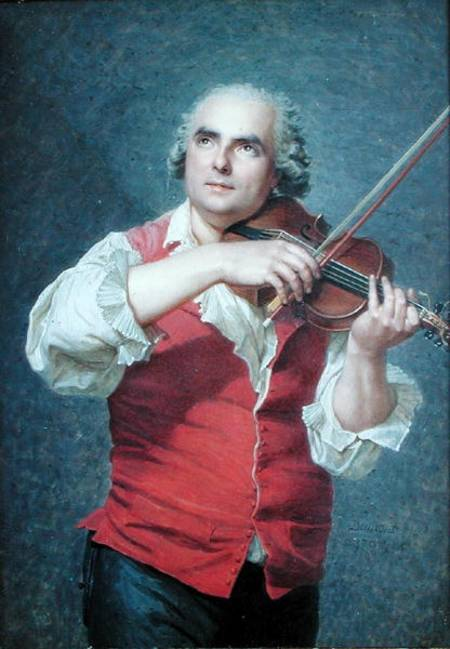
Портрет Мари-Александра Женена, первого королевского скрипача. 1791. Миниатюра. Кость, акварель. Лувр, Париж
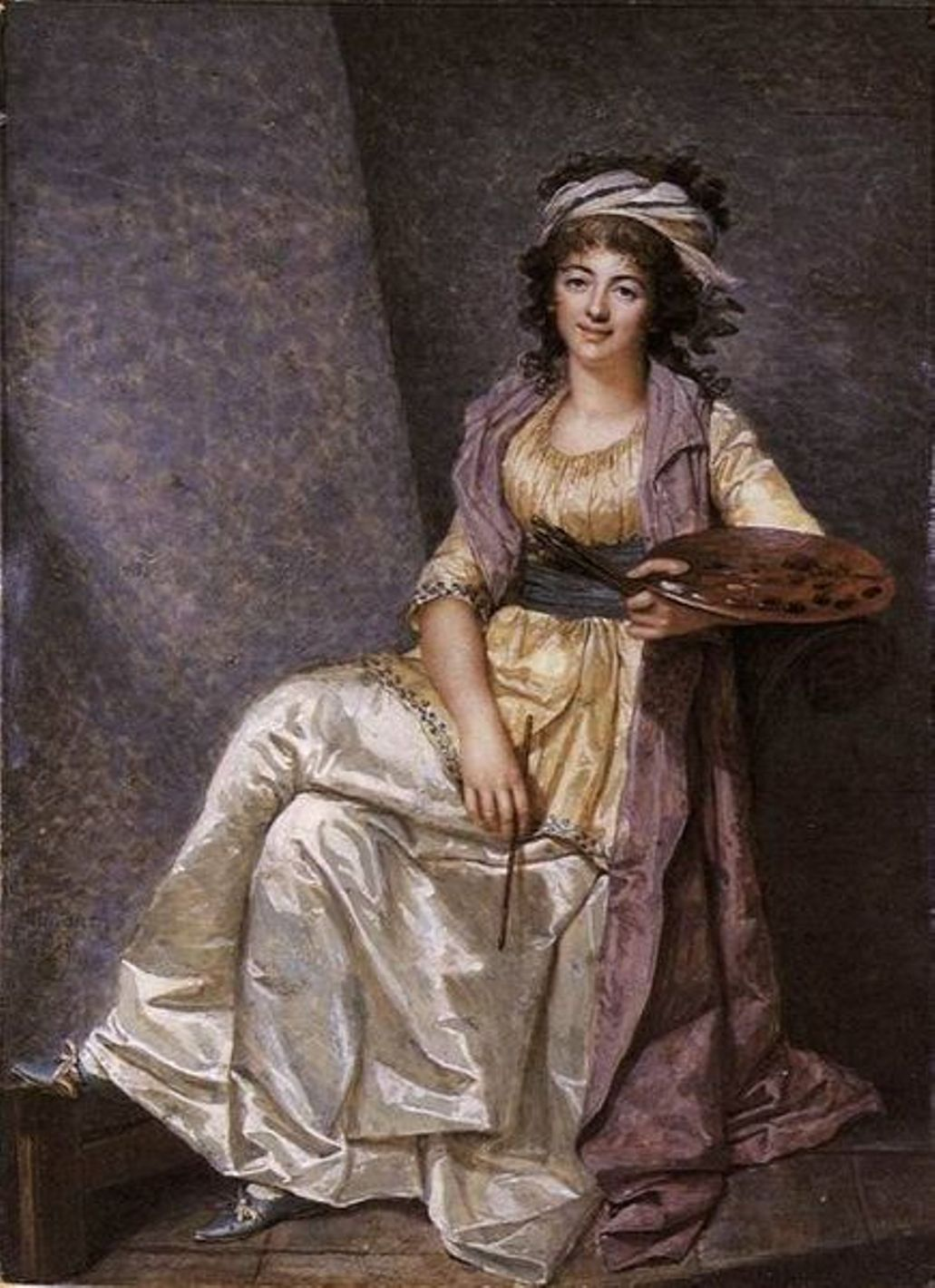
Портрет Маргерит Жерар. 1793. Миниатюра. Кость, акварель. Собрание Уоллеса, Лондон
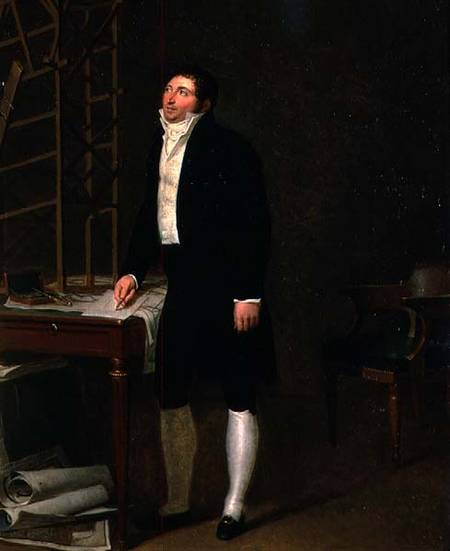
Архитектор. 1795
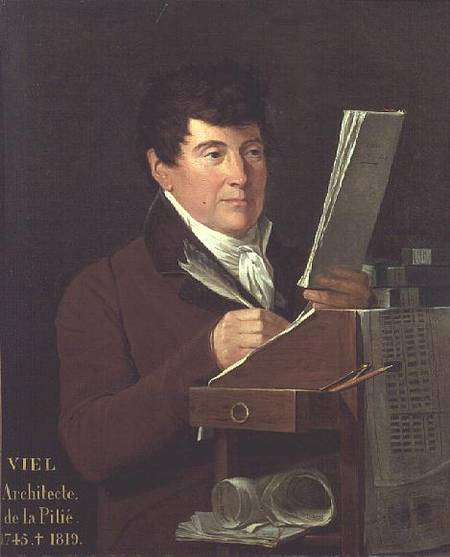
Шарль-Франсуа Виль. 1800. Холст, масло. Музей общественной помощи, Париж